# Гуггенбергер, Маттиас
Маттиас Гуггенбергер (нем. Matthias Guggenberger, 24 сентября 1984, Инсбрук, Тироль) — австрийский скелетонист, выступающий за сборную Австрии с 2005 года. Бронзовый призёр чемпионата мира 2016 в смешанных командах. Участник двух зимних Олимпийских игр, трёхкратный победитель национального первенства.

## Биография
Маттиас Гуггенбергер родился 24 сентября 1984 года в городе Инсбрук, земля Тироль. С юных лет увлёкся спортом, а в 2005 году решил попробовать себя в скелетоне, год спустя стал уже полноправным членом национальной сборной. Тогда же дебютировал на Кубке мира, приехав одиннадцатым на этапе в Иглсе. В 2007 году, тренируясь под руководством тренеров Марио Гуггенбергера и Мартина Реттля, занял четвёртое место на молодёжном чемпионате мира, в то время как на европейском первенстве сумел подняться до шестой позиции.
Начиная с сезона 2007/08 стал регулярно попадать в десятку лучших на этапах Кубка мира. Выиграв национальное первенство и выбившись, таким образом, в лидеры мужской скелетонной сборной Австрии, в 2010 году Маттиас Гуггенбергер удостоился права защищать честь страны на Олимпийских играх в Ванкувере, где финишировал восьмым. В период 2009—2011 три раза подряд становился чемпионом Австрии по скелетону.
В 2014 году Гуггенбергер побывал на Олимпийских играх в Сочи, где финишировал четырнадцатым.